# Star Sapphire
Star Sapphire is de naam van verschillende vrouwelijke superschurken uit de strips van DC Comics. Het personage werd bedacht door Robert Kanigher en Lee Elias.

## Oorsprong
Alle versies van het personage delen dezelfde oorsprong: ze zijn verbonden met een onsterfelijk ras van krijgervrouwen, de Zamaron. Deze Zamaron kiezen geregeld een sterveling uit om als gastlichaam te dienen van hun koningin. Deze koningin krijgt de naam Star Sapphire.

## Geschiedenis

### Golden Age Star Sapphire
Van de allereerste Star Sapphire is de echte naam onbekend. Ze maakte haar debuut gedurende de Golden Age van de strips, en bevocht tweemaal Jay Garrick, alias Flash.
Haar oorsprong en connecties met de Zamaron werden pas later onthuld. Ze was verkozen tot gastlichaam voor de koningin, maar bleek dit niet waard te zijn en werd derhalve verbannen uit de Zamarondimensie.

### Carol Ferris
De tweede Star Sapphire was Carol Ferris, de vriendin van Green Lantern Hal Jordan. Zij en Jordan hadden een moeilijke relatie, en vochten ook geregeld. Toen Hal Jordan veranderde in de Spectre, verwijderde hij de Star Sapphire persoonlijkheid bij Ferris.

### Dela Pharon
Dela Pharon werd Star Sapphire rond dezelfde tijd als Carol Ferris. Dela Pharon was een vrouw van de planeet Xanador. Zij was door de Zamarons uitgekozen als koningin, en kwam naar de Aarde om met de “valse Star Sapphire” (Carol) af te rekenen. Het kwam tot een duel, waarin Carol als winnaar uit de bus kwam. Later bleek dat Dela Carol’s plaats had ingenomen om zo met Green Lantern te kunnen trouwen. Hal Jordan versloeg Dela en redde de echte Carol.

### Deborah Camille Darnell
De vierde vrouw bekend als Star Sapphire is Deborah Camille Darnell. Zij is een alien van de planeet Pandina, die naar de Aarde kwam en zich daar aansloot bij de Secret Society of Super Villains. Ze raakte in een coma na een gevecht met de Justice League, en ontwaakte pas jaren later. In Infinite Crisis #6 werd ze gedood door Spectre.

### Jillian Pearlman
De vijfde Star Sapphire deed haar intrede in Green Lantern #15. Zij is nog altijd actief.

## Krachten
Elke Star Sapphire bezit een magische saffier die dezelfde krachten geeft als een Green Lantern Power Ring. Deze krachten zijn onder andere vliegen, energieprojectie en manipulatie, en materiecontrole. Tevens kan een Star Sapphire via de saffier de herinneringen zien van de vorige eigeanressen van de saffier.

## In andere media
Star Sapphire is een personage in de series Justice League en Justice League Unlimited, waarin haar stem werd ingesproken door Olivia d'Abo. In deze series is ze aanvankelijk lid van Lex Luthors Injustice Gang. Later wordt ze lid van de Legion of Doom.
Star Sapphire's oorsprong en echte naam worden in de series niet gegeven, maar ze lijkt fysiek nog wel het meest op de Carol Ferris-versie.